# Kujbišev, Rusija
Kujbišev [kujbíšev] (rusko Ку́йбышев) je mesto v Rusiji, upravno središče Kujbiševskega rajona Novosibirske oblasti. Leži 315 km zahodno od Novosibirska ob reki Om, desnem pritoku Irtiša. Leta 2010 je imelo 47.278 prebivalcev.
Mesto so ustanovili leta 1722 kot vojaško oporišče Kajinski Pas zaradi zaščite pred napadi Kalmikov in Kirgizov. Slobodo, vrsto utrjenih naselij, ki je nastala okrog oporišča, so leta 1772 prenesli na mesto današnjega mesta. Leta 1782 je naselje dobilo status mesta in ime Kajinsk. Leta 1935 so ga preimenovali v današnje ime v čast revolucionarja in državnika Valerjana Vladimiroviča Kujbiševa.